# Riberas de Loiola
Riberas de Loyola, également appelé Riberas de Loiola ou simplement Riberas (Loiolako Erriberak en basque) est un quartier de la ville de Saint-Sébastien (Guipuscoa - Pays basque - Espagne). Il est situé dans la vallée de la rivière Urumea, entre les quartiers d'Amara Nuevo et Loiola.
Au 31 décembre 2008 il y avait 2 122 habitants recensés dans le quartier, bien qu'il soit conçu, une fois terminé et ses appartements habités, pour environ 6 000 habitants. La construction de diverses infrastructures est prévue pour desservir ce quartier, comme un complexe omnisports, une église, des supermarchés, un dispensaire et un collège.

## Histoire
La première construction dont on a une certitude dans la zone de Riberas de Loiola a été le moulin à marée connu comme Errota Berri (moulin nouveau en basque), aussi appelé Naza Errota ou Santander Errota. Ce moulin était situé sur la partie nord de l'actuel quartier, sur les berges du fleuve Urumea et grâce à une documentation existante on pense qu'il a été construit vers 1536. Le moulin a survécu jusqu'au début du XXe siècle, subissant de graves dommages lors des inondations de 1953 et 1965, l'anéantissant. Il sera le dernier moulin à marée qui a existé à Saint-Sébastien et ses derniers restes ont disparu avec la construction du polygone du quartier. Le parc situé au nord de Riberas de Loyola recevra le nom de Parque d'Errota Berri en souvenir de celui-ci.

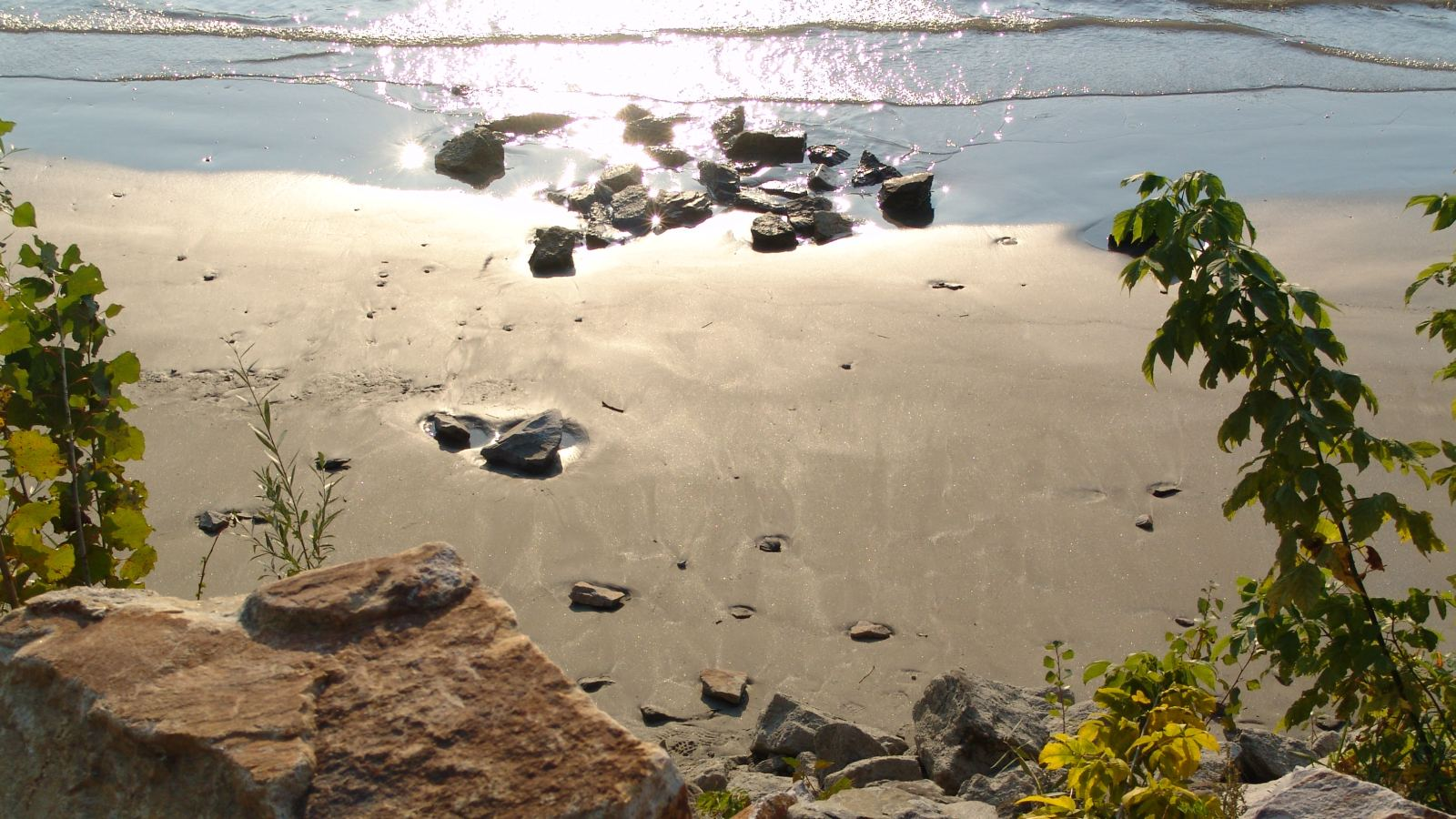
Berge de rivière

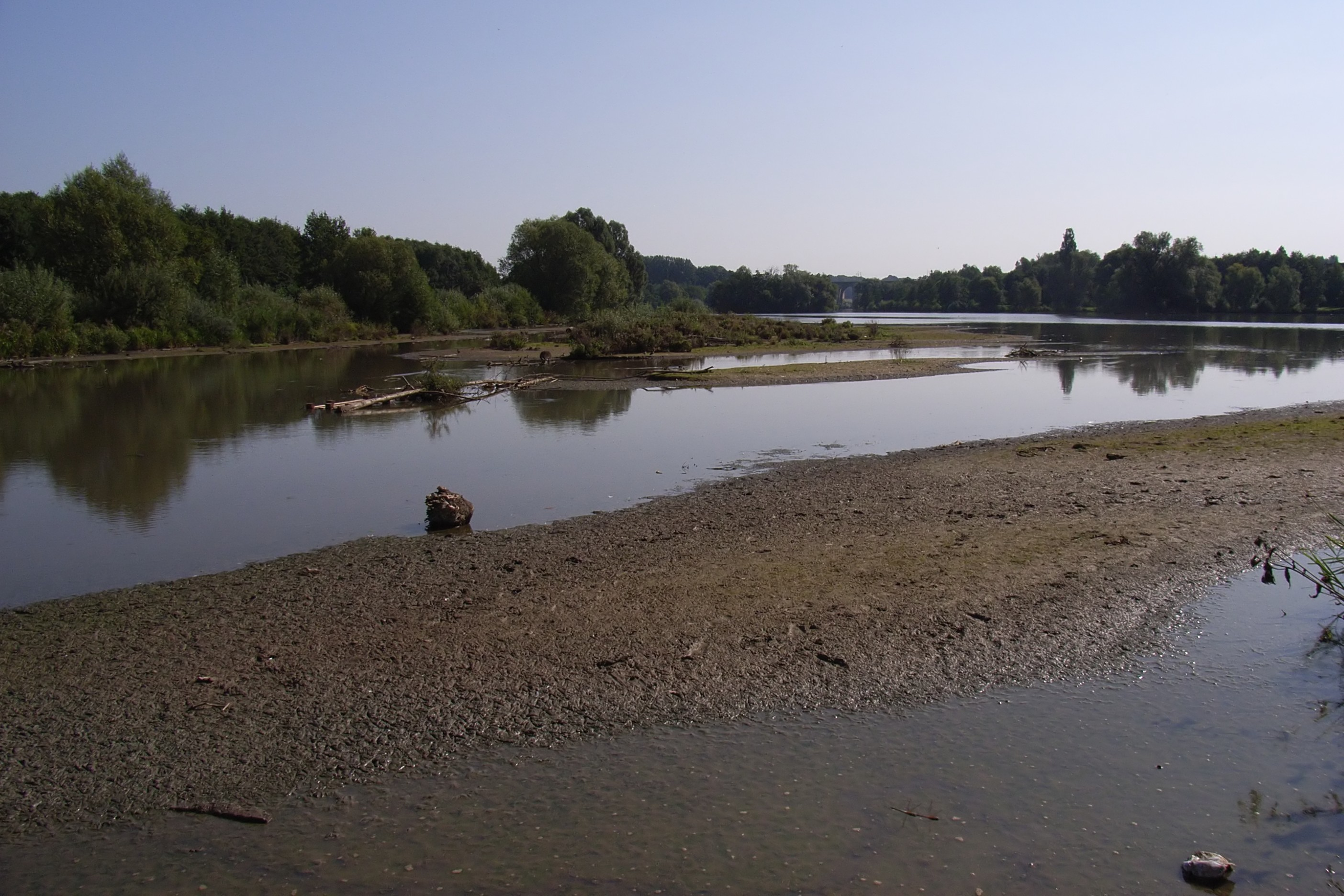
Les alluvions d'un cours d'eau sont visibles sur le bord

Le terrain sur lequel se trouve le quartier de Riberas de Loyola est formé par rivage d'alluvions. La zone a eu un caractère palustre, avec des marais jusqu'à ce qu'elle ait été asséchée et ait été transformée en terres de culture au XVIIe siècle. On pense qu'un membre de la famille Beroiz, qui avait des possessions dans cette zone (son nom est lié à Errota Berri au XVIIe siècle) et qui a eu à cette période plusieurs de ses membres comme fonctionnaires publics de la ville (maires, conseillers, jurés)  a été le promoteur de l'assainissement de la zone.
Depuis l'assèchement de la zone et pendant les siècles suivants la zone de Riberas de Loyola a été comprise dans une zone plus vaste qu'on appelait Riberas Santiago (Santiyoko Erriberak en basque). Cette zone de potagers appartenait au quartier de Loyola et recevait son nom de la ferme Santiago, qui était située à la hauteur de l'actuelle rue Catalina de Erauso du quartier d'Amara Nuevo. La ferme Santiago a été une célèbre cidrerie (sagardotegi en basque), qui a disparu avec l'urbanisation du quartier d'Amara Nuevo dans les années 1950. La construction de la tranchée du chemin de fer en 1860 a divisé les Riberas Santiago en deux secteurs, le tiers septentrional situé d'un côté de la tranchée (l'actuel quartier de Riberas de Loyola) et les deux tiers restants situés au sud de la tranchée faisant partie de l'actuel quartier d'Amara Nuevo.
Vers le milieu du XXe siècle on a commencé à urbaniser la partie sud des Riberas Santiago après avoir dévié le cours de la rivière, donnant naissance au quartier d'Amara Nuevo. À partir de ce moment la dénomination de Riberas Santiago est tombée en désuétude et a été appliquée celle de Riberas de Loiola à la zone la plus septentrionale qui était restée sans urbanisme. Dans les années 1970 Riberas de Loiola a été partiellement utilisé pour la construction des infrastructures routières d'entrée à la ville quand a été construite la variante de Saint-Sébastien (A-8).

## Quartier en construction
Considérée comme une grande réserve de terrain plat sans urbanisation de la ville, après divers plans urbains, la construction et l'urbanisation de Riberas de Loiola a démarré en 2000, étant le quartier le plus significatif et étendu construit dans cette ville pendant la période de la Bulle immobilière espagnole.
Les premiers logements finis du quartier ont été 178 appartements en régime de VPO (Vivienda de Protección Oficial) qui ont été livrés en juillet 2006.
En octobre 2007 le premier local commercial du quartier a ouvert ses portes, une entité bancaire, à laquelle a suivi 6 mois plus tard un autre organisme de même type. En avril 2008 le premier bar du quartier a ouvert ses portes, Le 31 décembre 2008 on recensait 2.122 habitants vivant dans le quartier et peu à peu la population du quartier va en augmentation, ainsi que les commerces de proximité de ce dernier (bars, librairies, boulangeries, etc.…).
En 2009 on a inauguré une passerelle piétonnière qui relie au-dessus du fleuve Urumea le quartier avec le parc de Cristina Enea d'Eguía.
Toutefois la crise immobilière espagnole de 2008 a affecté aussi le quartier puisqu'un promoteur a paralysé les travaux qu'il avait en cours devant le manque de perspective de ventes d'appartements.

## Projets futurs du quartier
- Église de Moneo  : Riberas de Loyola aura dans le futur le bâtiment le plus emblématique avec la paroisse du quartier, construction promue par le Diocèse de Saint-Sébastien (Évêché de Saint-Sébastien)[8] et conçue par le prestigieux architecte navarrais Rafaël Moneo. L'église, qui n'a pas encore de nom, a commencé à être construite à l'été 2008.
- Installations Sportives  : Prévue pour la fin de l'été 2009. Il comprendra un terrain de Softball, 6 terrains de football et 4 pistes de Padel[9].
- Jardin de la Memoria  : Ce sera un parc de style japonais en mémoire des victimes du terrorisme qui reliera Riberas de Loiola avec le quartier d'Amara. Le début des travaux est en attente de l'enterrement des voies du chemin de fer situées dans ce lieu. On prévoit son inauguration à la fin de 2010 ou débuts 2011[10].
- Bâtiment de la Seguridad Social  : Ce sera un bâtiment singulier qui hébergera des bureaux d'organismes de la Sécurité sociale dépendants du Ministère du Travail et d'Immigration espagnol, qui sont actuellement dispersés dans la ville comme l'Instituto Nacional de la Seguridad Social[11] (voir section Espagne dans la page), la Tesorería General de la Social[12] ou l'Institut Social de la Marine[13]. On prévoit le transfert de ces bureaux vers ce nouveau bâtiment en 2011.
- Collège  : Le collège du quartier avec des salles de classe de maternelle et primaire était prévu pour l'été 2009[14].
- Échangeur de trains  : il est prévu la construction dans le quartier d'un échangeur de trains qui permettra d'interconnecter les lignes de Eusko Tren et Cercanías Renfe Saint-Sébastien[15].
- Siège du Gouvernement basque  : Il est prévu la construction dans le quartier du siège de la délégation territoriale du Gouvernement basque à Saint-Sébastien[16].
- Club d'aviron  : Il est projeté la construction d'un club d'aviron dans ce quartier, près l'actuelle passerelle piétonnière.

## Transports publics
Le quartier est desservi par les lignes d'autobus suivantes du réseau DBus :
- Ligne 26 (Amara-Martutene) : toutes les 15 minutes. Il relie le Centre la ville, avec les quartiers d'Amara, Loiola et Martutene.
- Ligne 27 (Altza-Intxaurrondo-Antiguo) : toutes les 30 minutes. Relie avec Hausse, Inchaurrondo, Eguía, Loiola, Amara, Ancien et Ibaeta.
- Ligne 41 : (Martutene-Egia-Gros) : toutes les 30 minutes. Il relie les quartiers de Martutene, Loiola, Eguía, Inchaurrondo et Gros.
- Ligne B4 (Nocturne Amara-Riberas-Martutene)

À noter également la ligne de Lurraldebus, :
- H1 (Hernani-Astigarraga-Saint-Sébastien).

## Rues du quartier
- Barcelona, Avenue de / Barcelona Hiribidea
- Beroiz, Rue de / Beroiz Kalea
- Errota Berri, Parc de / Errota Berri Parkea
- Gabriel María Lafitte, Place de / Gabriel Maria Lafitte Plaza
- Giuseppe Verdi, Place de / Giuseppe Verdi Plaza
- Hermanos Otamendi, Rue des / Otamendi Anaiak Kalea
- Humboldt, Rue de / Humboldt Kalea
- Jesús María Alkain, Place de / Jesus Maria Alkain Plaza
- Juan Zaragüeta, Rue de / Juan Zaragueta Kalea
- Loiola, Rond-point de / Loiola Biribilgunea
- María Zambrano, Place de / Maria Zambrano Plaza
- Nemesio Etxaniz, Rue de / Nemesio Etxaniz Kalea
- Pablo Gorosabel, Rue de / Pablo Gorosabel Kalea
- Pablo Sarasate, Rue de / Pablo Sarasate Kalea
- Paloma Miranda, Place de / Paloma Miranda Plaza
- Ribera de Loiola, Allée de la / Loiolako Erribera Pasealekua
- Santiago, Place de / Santiago Plaza
- Victor Hugo, Rue de / Victor Hugo Kalea
- Zorroaga, Promenade de / Zorroaga Pasealekua